# Observatoire météorologique de Belgrade
L'observatoire météorologique de Belgrade (en serbe cyrillique : Београдска метеоролошка опсерваторија ; en serbe latin : Beogradska meteorološka opservatorija) est une station météorologique située à Belgrade, la capitale de la Serbie. Construit en 1890 et 1891, le bâtiment est inscrit sur la liste des monuments culturels de grande importance de la république de Serbie et sur la liste des biens culturels de la ville de Belgrade.
L'observatoire se trouve au n° 8 du boulevard de la Libération dans la municipalité belgradoise de Vračar.

## Histoire

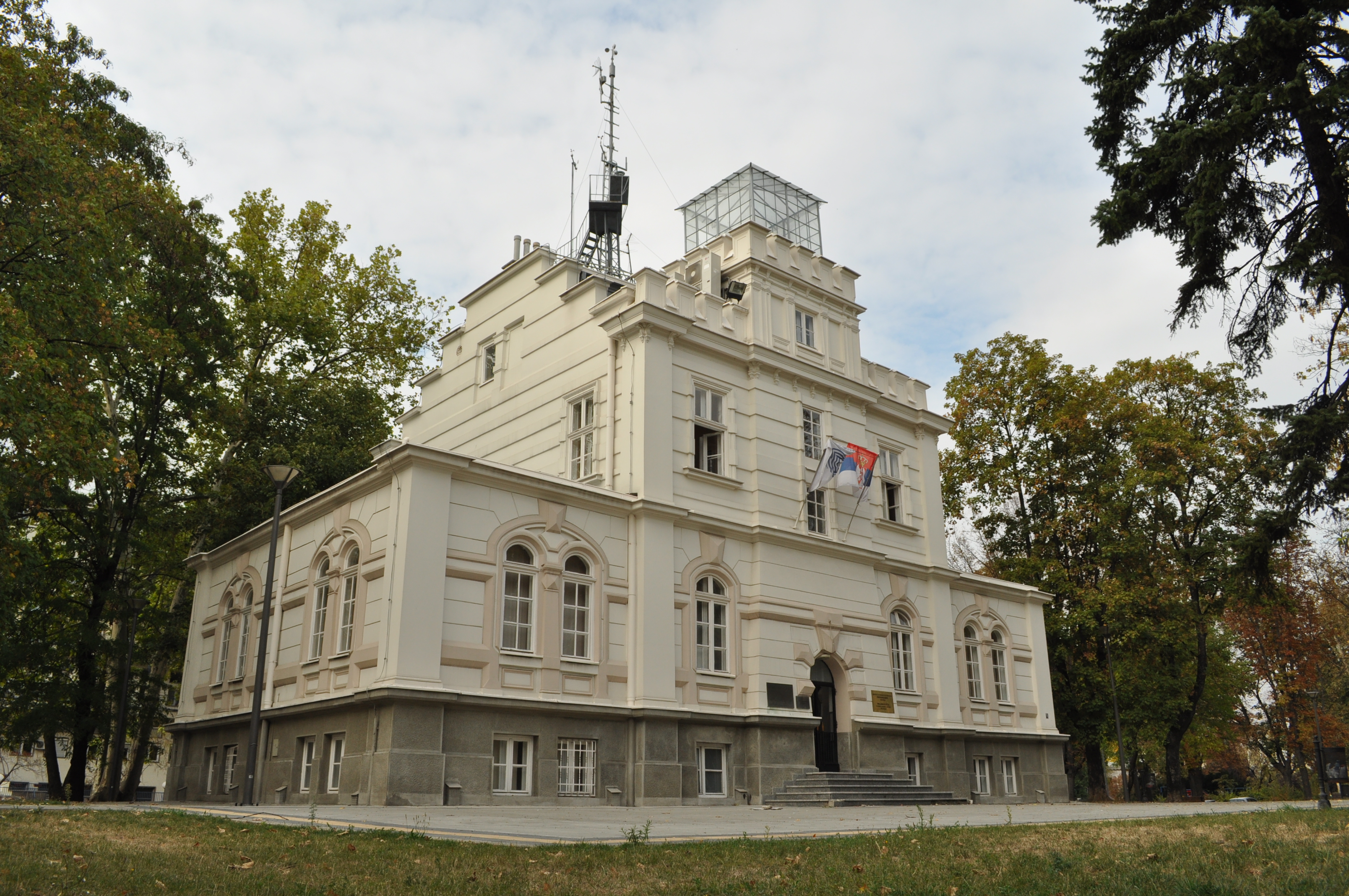
Autre vue du bâtiment

Un observatoire astronomique et météorologique provisoire a été créé à Belgrade en 1887 et le bâtiment actuel a été édifié en 1890 et 1891 pour accueillir l'observatoire météorologique ; il a été construit par l'architecte Dimitrije T. Leko (1863-1914), d'après un projet de son fondateur, le professeur Milan Nedeljković. L'observatoire de Belgrade-Vračar fut le premier bâtiment de Serbie construit pour servir de station météorologique ; il abritait des instruments modernes pour l'époque et a permis la mise en œuvre d'un travail continu de collecte des données.
L'ensemble a été restauré en 1987 et 1988.

## Architecture
L'observatoire se présente comme un pavillon de style néo-romantique. Au rez-de-chaussée, les fenêtres et la porte d'entrée sont surmontées d'arcades ; le premier étage est doté de fenêtres à meneaux et la façade se termine par une  terrasse surmontée d'un attique. La balustrade de la terrasse et l'attique sont crénelés.
L'édifice est entouré d'un parc.